# Wedelslund
Wedelslund eller Sjelle skovgård er en herregård, der ligger i Sjelle Sogn – Framlev Herred – Århus Amt
Den er kendt fra 1400-tallet som Skoffgart el. Selloff Skouffgaard. Har oprindeligt hørt under Laurits Hvas til Ormstrup.
Senere i flere generationer under Rostrup- og Skram- og Broberg slægterne.
Blev købt af Frederik 4. der nedbrød gården i 1718, og lagde ejendommen under Skanderborg Ryttergods. I 1768 Overgik den til grev Erik Wedel Frijs, deraf navnet Wedelslund. 
Gården blev genopført omkring 1770 og midterfløjen opført 1830.
Avlsbygninger er opført 1887 efter en brand.
Wedelslund Gods er på 378,2 hektar

## Ejere af Wedelslund
- (1430-1445) Laurits Hvas
- (1445-1455) Erik Lauritsen Hvas
- (1455-1465) Svend Torbensen Udsen
- (1465-1495) Hans Rostrup
- (1495-1518) Laurids Hansen Rostrup
- (1518-1563) Jørgen Lauridsen Rostrup
- (1563-1611) Hans Jørgensen Rostrup
- (1611-1615) Jørgen Hansen Rostrup / Gunde Hansen Rostrup / Albert Hansen Rostrup
- (1615-1621) Gunde Hansen Rostrup
- (1621-1630) Hans Skram
- (1630-1652) Valdemar Hansen Skram
- (1652-1664) Tyge Below / Laurids Below
- (1664-1681) Mathias de Broberg
- (1681-1695) Rasmus de Broberg
- (1695-1700) Christiane Rasmusdatter de Broberg
- (1700-1718) Pieter Wecke
- (1718-1768) Kronen
- (1768-1786) Erhard von Wedel-Friis
- (1786-1787) Christine Sophie Christiansdatter Friis
- (1787-1802) Sophie Magdalene Carlsdatter von Gram
- (1802-1815) Frederik Carl Krag-Juel-Vind-Friis
- (1815-1826) Erhard Krag-Juel-Vind-Friis
- (1826-1828) Erhard Krag-Juel-Vind-Friiss dødsbo
- (1828-1838) Firmaet Warburg A/S
- (1838-1889) Frederik Jørgen Pultz von Folsach
- (1889-1919) Marie Adolphine Elisabeth Frederiksdatter von Folsach
- (1919-1936) Carl Didrik Nielsen
- (1936-1940) Maria Hansen gift Nielsen
- (1940-1970) Christen Nielsen (søn)
- (1970-2000) Carl Christian Nielsen (søn)
- (2000-2005) Carl Christian Nielsen / Jesper Ungstrup Nielsen (søn)
- (2005-) Jesper Ungstrup Nielsen

|  | Denne artikel om en bygning eller et bygningsværk kan blive bedre, hvis der indsættes et (bedre) billede. Du kan hjælpe ved at afsøge Wikimedia Commons for et passende billede eller lægge et op på Wikimedia Commons med en af de tilladte licenser og indsætte det i artiklen. |

56°10′28.9″N 9°54′58.3″Ø / 56.174694°N 9.916194°Ø